# Prezydenci Kazachstanu
Prezydent Republiki Kazachstanu jest głową państwa Republiki Kazachstanu. Prezydent jest wybierany w wyborach powszechnych na 7-letnią kadencję bez możliwości reelekcji. Prezydent posiada duże kompetencje, m.in. może powoływać i odwoływać rząd, rozwiązać parlament, wprowadzić zmiany do konstytucji i zarządzać referenda.
W latach 1991–2019 urząd ten sprawował Nursułtan Nazarbajew, jako pierwsza osoba od momentu uzyskania przez kraj niepodległości. Wybory prezydenckie w 2015 roku zakończyły się wygraną urzędującego szefa państwa już w pierwszej turze. 19 marca 2019 prezydent Nazarbajew w orędziu telewizyjnym ogłosił, że rezygnuje ze sprawowania swojego urzędu po niemal 28 latach u władzy (z mocą obowiązującą od następnego dnia).
20 marca 2019 Kasym-Żomart Tokajew przejął obowiązki prezydenta, a zaprzysiężenie odbyło się podczas wspólnego posiedzenia obu izb kazachskiego parlamentu. Tokajew na początku miał pełnić urząd do końca obecnej kadencji prezydenckiej, wygasającej w kwietniu 2020 roku, jednak 9 kwietnia 2019 ogłosił, że wybory prezydenckie odbędą się 9 czerwca 2019.

## Ałasz Orda(1917–1920)
| # | Imię i Nazwisko               | Portret | Kadencja        | Kadencja     | Partia polityczna | Partia polityczna |
| # | Imię i Nazwisko               | Portret | Od              | Do           | Partia polityczna | Partia polityczna |
| - | ----------------------------- | ------- | --------------- | ------------ | ----------------- | ----------------- |
| 1 | Älichan Bökejchan (1866–1937) |         | 13 grudnia 1917 | 5 marca 1920 |                   | Ałasz             |

## Republika Kazachstanu(1991–)
| # | Imię i Nazwisko                 | Portret | Kadencja        | Kadencja      | Partia polityczna | Partia polityczna             |
| # | Imię i Nazwisko                 | Portret | Od              | Do            | Partia polityczna | Partia polityczna             |
| - | ------------------------------- | ------- | --------------- | ------------- | ----------------- | ----------------------------- |
| 1 | Nursułtan Nazarbajew (ur. 1940) |         | 16 grudnia 1991 | 20 marca 2019 |                   | bezpartyjny / Otan / Nur Otan |
| 2 | Kasym-Żomart Tokajew (ur. 1953) |         | 20 marca 2019   | nadal         |                   | Nur Otan / Amanat             |